# St. Kastulus (Meiletskirchen)

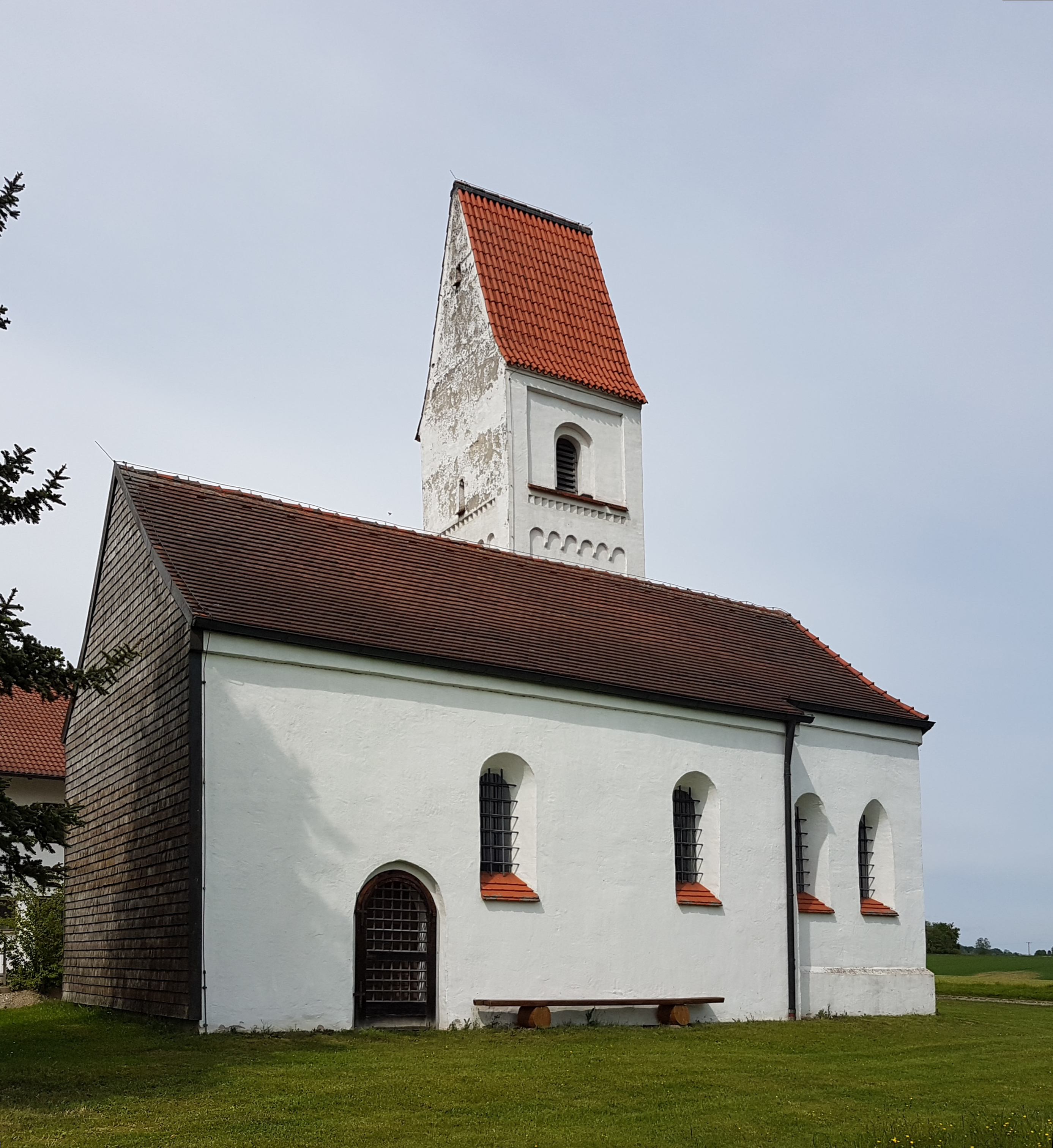
St. Kastulus in Meiletskirchen

Die römisch-katholische Filialkirche St. Kastulus steht in Meiletskirchen, einem Gemeindeteil der Gemeinde Steinhöring im oberbayerischen Landkreis Ebersberg. Das Bauwerk ist in der Liste der Baudenkmäler in Steinhöring als Baudenkmal unter der Nr. D-1-75-137-33 eingetragen. Die Kirche gehört zum Dekanat Ebersberg im Erzbistum München und Freising.

## Beschreibung
Die spätgotische Saalkirche wurde in der zweiten Hälfte des 15. Jahrhunderts erbaut. Sie besteht aus dem Langhaus, dem eingezogenen, dreiseitig geschlossenen Chor im Osten und dem frühgotischen Chorflankenturm an der Nordwand des Chors. In seinem obersten, mit einem Satteldach bedeckten Geschoss steht der Glockenstuhl.
Der nicht für diese Kirche geschaffene Hochaltar wird von den Skulpturen des Kastulus und des heiligen Heinrich flankiert.